# Herb Żagania
Herb Żagania – jeden z symboli Żagania w postaci herbu zatwierdzony uchwałą nr XXI/46/96 Rady Miasta Żagania w dniu 22 maja 1996 roku.

## Wygląd i symbolika
Herb przedstawia w tarczy barwy czerwonej blankowane mury obronne barwy białej, pośrodku blankowana wieża bramna z dwoma czarnymi ostrołukowymi oknami i otwartą ostrołukową bramą, nakryta szarym (srebrnym) spiczastym dachem. Ponad murami z prawej strony biały hełm turniejowy z półkolistym pióropuszem z pawich piór. Z lewej strony tarcza sercowa barwy żółtej (złotej), w  polu czarny orzeł z białą przepaską (herb Piastów dolnośląskich). W  bramie rycerz bez nakrycia głowy trzymający włócznię w prawej i tarczę z wizerunkiem orła w lewej ręce (taką samą jak powyżej).

## Historia
Wizerunek herbowy widniał na pieczęci miejskiej przy dokumentach z 1303 i 1305 roku. Otaczał go napis: SIGILLV BVRGENSIVM DE SAGANO. Żagań był wówczas własnością Piastów z linii głogowsko-żagańskiej.
Inny herb z tego okresu przedstawia mury obronne z dwiema wieżami, między którymi znajdowała się tarcza herbowa z orłem dolnośląskim, w bramie zaś znajdowała się duża litera "S". Pieczęć z tym herbem znajduje się w archiwum gdańskim przy dokumencie z 1384 roku i w archiwum wrocławskim przy dokumencie z 1428 roku.
Po sprzedaży miasta w 1472 roku książętom saskim w herbie Żagania orła zastąpiono czarnym lwem margrabiów miśnieńskich. Taki wzór obowiązywał do 1602 roku, kiedy to 13 marca cesarz, król Czech Rudolf II Habsburg nadał w Pradze w specjalnym przywileju nowy herb miasta: w tarczy czwórdzielnej w krzyż, pierwsze i czwarte pole barwy czarnej, na każdym stojące, złote lwy w koronach zwrócone ku sobie, drugie i trzecie pole barwy czerwonej, na każdym budynek bramy miejskiej w kolorze białym z dwiema blankowanymi basztami po bokach, z otwartą bramą i podniesioną kratą, pod nią duża, czarna litera "S" oznaczająca wówczas nazwę miasta (łac. Saganum, niem. Sagan). Powyżej tarczy herbowej hełm z koroną, przyozdobiony z prawej strony czarno-żółtymi labrami i biało-czerwonymi z lewej. Powyżej hełmu dwa rozpostarte orle skrzydła. Herb ten obowiązywał do 1968 roku. Oryginał jego nadania z 1602 roku przechowywany jest w zbiorach Wojewódzkiego Archiwum Państwowego w Zielonej Górze. 
Od 1945 roku, władze miejskie używały na równi z cesarskim znakiem, herbu wzorowanego na pieczęciach z 1384 i 1428 roku.
W 1968 roku zmieniono herb na mocy Uchwały Miejskiej Rady Narodowej. Jego autorem był kustosz Muzeum w Nowej Soli Aleksander Fudalej. Wyglądał jak herb miasta z 1996 roku, z tą różnicą, że pióropusz na herbie był barwy zielonej.
Autorami herbu przyjętego na mocy uchwały nr 11/8/93 rady miejskiej z 25 lutego 1993 roku byli Grażyna Kulej-Zwiemik i historyk Jerzy Winczaruk. Herb zmieniono w 1996 roku wg wzoru widniejącego na pieczęci z 1303 i 1305 roku.

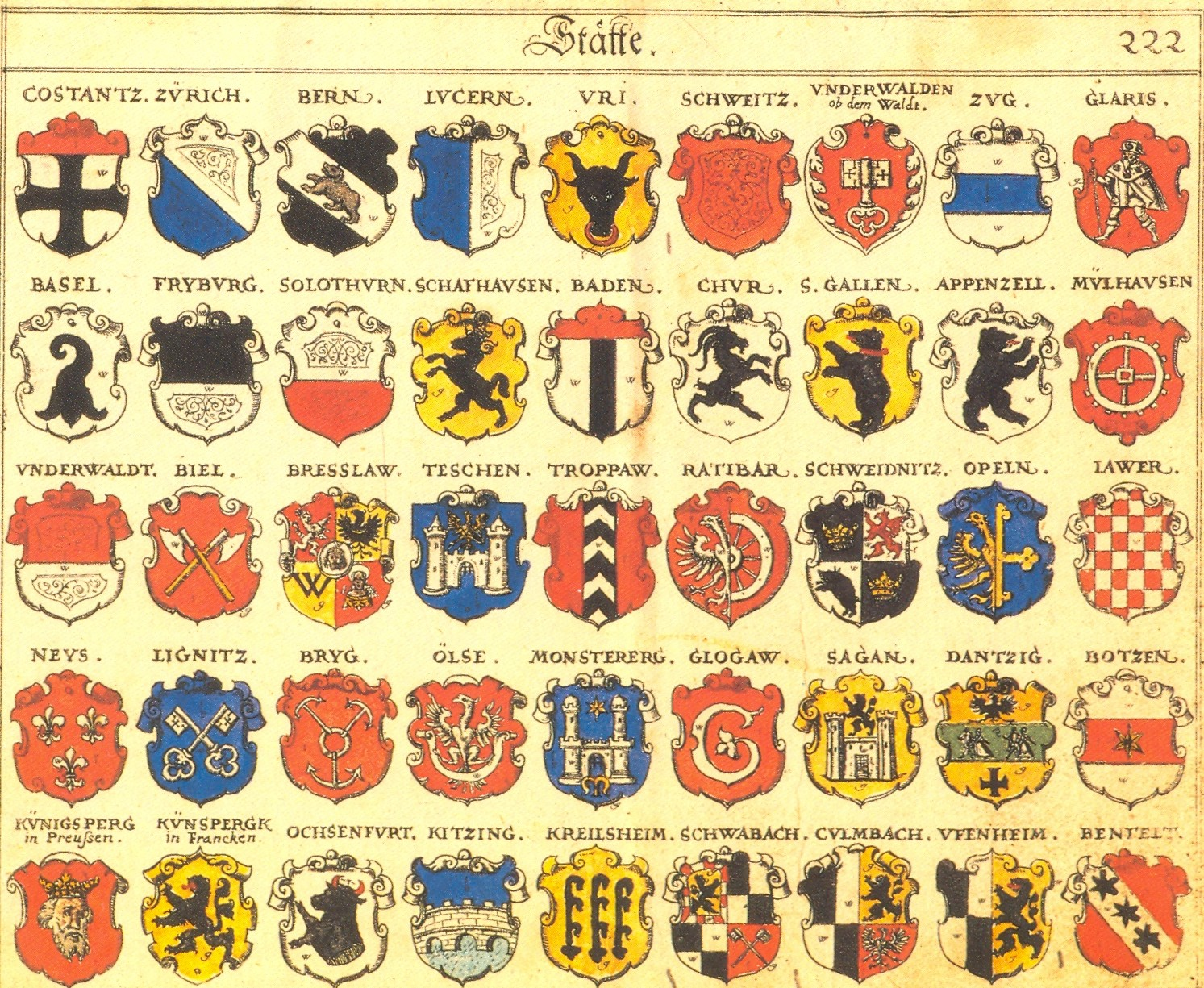
Herb Żagania w herbiarzu Johanna Siebmachera (siódmy z lewej w czwartym rzędzie)
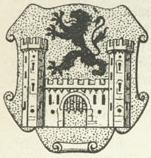
Herb używany w okresie 1472–1602
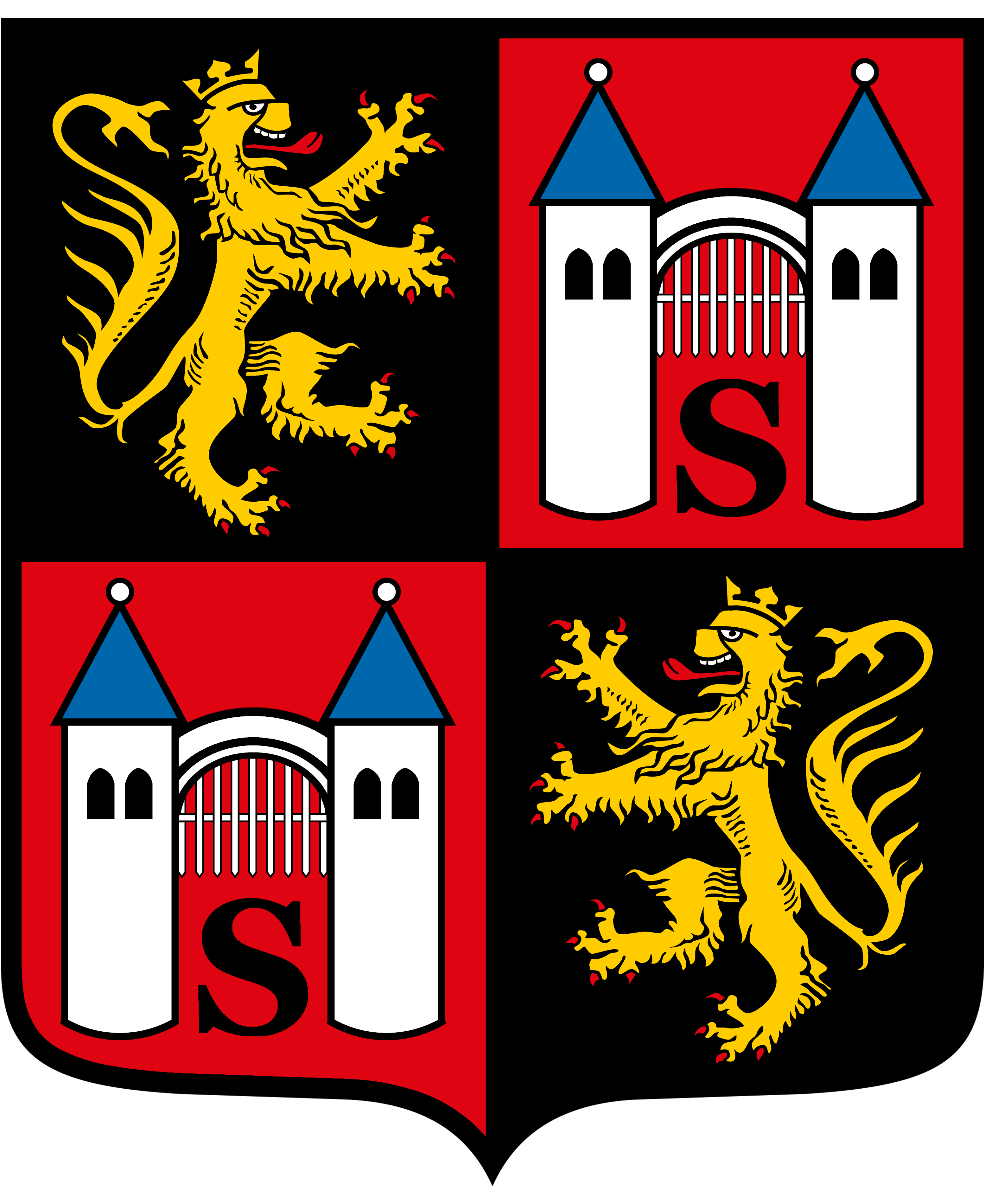
Herb nadany przez cesarza Rudolfa II Habsburga. Używany w okresie 1602–1968
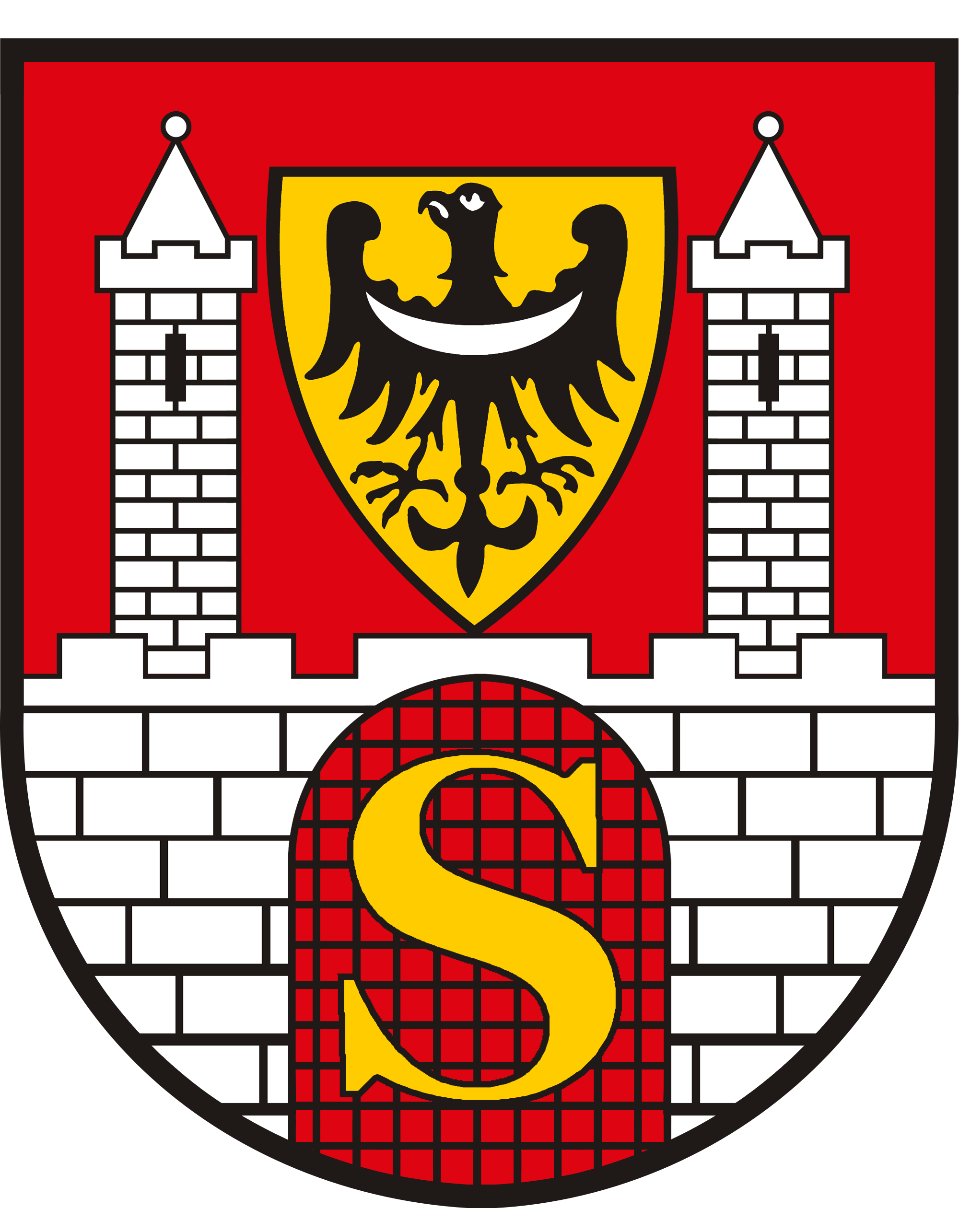
Herb wzorowany na pieczęciach z 1384 i 1428 roku. Używany w okresie 1945–1968